# 広瀬与兵衛
広瀬 与兵衛（廣瀬 與兵衞、ひろせ よへえ、1891年（明治24年）1月3日 - 1966年（昭和41年）6月5日）は、昭和期の実業家、政治家。参議院議員（1期）。旧姓は長谷川、旧名は勉。

## 経歴
神奈川県で長谷川豊吉の六男として生まれ、東京府の薪炭商、先代・広瀬与兵衛の養子となる。中央大学を修了。1926年（大正15年）に家督を継承し与兵衛を襲名して家業の薪炭商を経営した。
東京都燃料卸商業組合理事長、同燃料配給統制組合理事長、全国燃料団体連合会長、日本薪炭社長、ほまれ鋳物社長、中野木材工業社長、東京燃料林産取締役会長、千代田製鉄取締役会長、中央倉庫取締役、神田錦町町会長、東京商工会議所議員、商工組合中央会理事、同中央金庫評議員などを務めた。
1947年（昭和22年）4月の第1回参議院議員通常選挙で全国区から無所属で出馬して初当選し、参議院議員に1期在任。その間、参議院自由党副会長、参議院建設委員長、第4次吉田内閣文部政務次官などを務めた。1953年（昭和28年）4月の第3回通常選挙で全国区から自由党公認で出馬したが落選した。
1965年（昭和40年）春の叙勲で勲三等旭日中綬章受章。
1966年（昭和41年）6月5日死去、75歳。死没日をもって正五位に叙される。

## 親族
- 妻 広瀬正子（参議院議員小串清一長女）[3][5]